# Calystegia lucana
Calystegia lucana är en vindeväxtart som först beskrevs av Michele Tenore, och fick sitt nu gällande namn av G. Don fil. Calystegia lucana ingår i släktet snårvindor, och familjen vindeväxter. Inga underarter finns listade i Catalogue of Life.